# Лорі червоно-синій
Лорі червоно-синій (Eos histrio) — вид папугоподібних птахів родини Psittaculidae. Ендемік Індонезії.

## Поширення
Ареал виду обмежений островами Талауд біля північного Сулавесі. Майже всі птахи мешкають на одному острові Каракеланг. Популяції на островах Сангіхе, Сіау і Тагуланданга вимерли впродовж 20 століття.
Птахи населяють ліси від рівня моря до приблизно 1500 метрів над рівнем моря. Популяція є стійкою або життєздатною лише на Каракеланзі, і їхня популяція на цьому острові розділена приблизно на чотири локалітета. Цей обмежений ареал робить їх дуже вразливими до потенційного зникнення.

## Опис
Папужка завдовжки близько 31 см. Він має червоне забарвлення, нерівномірно пофарбоване блакитним на голові (маківка та смуга, яка спускається від ока до шиї), на крилах, на грудях і на спині.

## Спосіб життя
Мешкає в лісах, харчуючись фруктами та комахами, але також відвідує сільськогосподарські угіддя, щоб харчуватися кокосовим нектаром і різними культивованими фруктами. Найбільша щільність була зареєстрована в первинному лісі, але вид також переносить вторинні ліси. Вид гніздиться в дуплах на високих деревах, а основний період розмноження, здається, припадає на травень-червень (хоча підозрювали гніздування в кілька інших місяців). Зграї регулярно здійснюють короткі сезонні переміщення, а в деяких випадках ночують на прибережних островах.